# Lunda (sprog)
Lunda, også kendt som chilunda, er et bantusprog, der fortrinsvis tales i Zambia og Angola.
| Sprog | Spire Denne artikel om sprog er en spire som bør udbygges. Du er velkommen til at hjælpe Wikipedia ved at udvide den. |